# 81e régiment d'infanterie territoriale
Le 81e régiment d'infanterie territoriale est un régiment d'infanterie de l'armée de terre française qui a participé à la Première Guerre mondiale.

## Création et différentes dénominations
Le régiment reçoit son numéro par décret du 19 mars 1875, en prévision de la mobilisation.

## Historique des garnisons, combats et batailles du81eRIT

### Première Guerre mondiale

#### Affectations
- 88e division d'infanterie territoriale d'août 1914 à mars 1917.

## Drapeau
Il porte, cousues en lettres d'or dans ses plis, les inscriptions suivantes :
- Artois 1914-1915

## Personnages célèbres ayant servi au81eRIT
- Joseph Paul-Boncour

### Sources et bibliographie
- Historique du 81e régiment territorial d'infanterie, Paris, Henri-Charles Lavauzelle éditeur, 1920